# زیگمونت خیخوا
زیگمونت خیخوا (انگلیسی: Zygmunt Chychła; ۶ نوامبر ۱۹۲۶ – ۲۶ سپتامبر ۲۰۰۹) بوکسور اهل آلمان بود.